# Golden Horizon
Die Golden Horizon ist ein als Luxus-Kreuzfahrtschiff konzipierter 5-Mast-Windjammer. Der Rahsegler basiert auf dem Vorbild der berühmten France (II), übertrifft diese jedoch deutlich an Länge und Breite (jeweils rund 10 %). Sie ist, gemessen am umbauten Raum, das größte je gebaute Segelschiff mit Rahtakelung. Ihr Heimathafen ist Split in Kroatien, doch ist das Schiff vorläufig aufgelegt.

## Geschichte
Die Golden Horizon lief 2017 auf der kroatischen Werft Brodosplit vom Stapel und wurde 2021 ausgeliefert. Das Schiff sollte ursprünglich als Flying Clipper für die Reederei Star Clippers fahren, die jedoch die Abnahme des Schiffes aufgrund von Bauverzögerungen und Mängeln verweigerte, so dass sich beide Vertragspartner in den folgenden Jahren gegenseitig mit gerichtlichen Klagen überzogen. Schließlich übernahm das Start-up Tradewind Voyages, eine britische Tochter der als Muttergesellschaft von Brodosplit agierenden DIV Group, als Charterer den Einsatz des Schiffes.
Die Jungfernfahrt des Schiffes war zunächst für November 2021 in der Karibik vorgesehen, musste aber infolge der Pandemie erst auf Frühling und dann auf Juli 2022 verschoben werden. Allerdings gab es nunmehr Probleme mit der Finanzierung, da die deutsche Tochtergesellschaft der russischen VTB Bank als bis dahin wichtigster Geldgeber der DIV Group von der deutschen Bankenaufsichtsbehörde Bafin im Gefolge des russischen Angriffs auf die Ukraine mit Sanktionen belegt und im April 2023 schließlich liquidiert wurde. Infolgedessen wurden bereits nach wenigen Reisen alle weiteren geplanten Fahrten einstweilen gestrichen. Das Schiff kehrte daher Ende August 2022 zur Bauwerft zurück und wurde dort aufgelegt. Auch eine geplante Fahrt zur Fußball-Weltmeisterschaft in Katar, wo das Schiff als Hotelschiff für kroatische Fußballfans dienen sollte, kam aus finanziellen Gründen nicht zustande. Als Brodosplit im Jahr 2022 schließlich Insolvenz anmelden musste, ordnete das zuständige Gericht den Verkauf der Golden Horizon an. Allerdings fand sich kein Käufer für das auf 118 Millionen Euro taxierte Schiff. Im März 2023 konnte indes, gleichsam in letzter Minute, der Konkurs von Brodosplit vorläufig abgewendet werden, nachdem der Eigner und Verwaltungsratsvorsitzende Tomislav Debeljak entsprechende finanzielle Garantien abgegeben hatte. Die Verkaufsverpflichtung ist damit zunächst ausgesetzt, das künftige Schicksal des Schiffes bleibt jedoch weiterhin unklar.

## Ausstattung
Das Schiff bietet Platz für 272 Gäste und 139 Besatzungsmitglieder. Es gewährleistet sämtlichen Komfort eines modernen Kreuzfahrtschiffes, inklusive mehrerer Schwimmbäder, Saunen, einer eigenen Marina mit Wassersportgeräten und mehrerer Restaurants und Bars. Die Golden Horizon soll auch ohne Motorunterstützung, allein unter Segeln, eine Geschwindigkeit von 20 Knoten erreichen können, womit sie der legendären Preußen (die zwar eine höhere Wasserverdrängung aufwies, aber auch eine noch größere Segelfläche führen konnte) in etwa gleichkäme. Mit den zwei Elektromotoren hat sie eine Reichweite unter Maschine von 2000 Seemeilen. Das ist ausreichend, um von den meisten Punkten der Welt einen Hafen zu erreichen, für eine Atlantiküberquerung ohne Segelunterstützung reicht es aber nicht. Das Schiff ist für Reisen rund um den Globus einschließlich der Polarregionen ausgelegt.